# Ahna Capri
Nánási Anna Mária (Budapest, 1944. július 6. – Los Angeles, 2010. augusztus 19.), ismertebb művésznevén Ahna Capri (vagy Anna Capri) Budapesten született amerikai mozi- és tévéfilmszínésznő. Legismertebb szerepe Tania (Han titkárnője) a legendás harcművész Bruce Lee filmjében, A sárkány közbelépben.

## Gyerekszínész
Gyermekként költözött családjával az Egyesült Államokba, ahol tizenegy évesen játszott először televíziós műsorokban.
Gyerekszínészként feltűnt a Father Knows Best és a The Danny Thomas Show, valamint a The Adventures of Rin Tin Tin egyes epizódjaiban. Tizenhárom évesen a kislány Amy Wentworth-ot játszotta az Outlaw's Son című westernben (1957). Ezek után több filmben és televíziós sorozatban szerepelt, többek között 1959-ben két CBS-westernsorozatban: a Wanted: Dead or Alive (főszerepben Steve McQueen) Littlest Client című epizódjában (mint Dolly Cleary) és a Trackdown (főszereplő Robert Culp) McCallin's Daughter című epizódjában (mint Debbie McCallin).

## Fontosabb szerepek
1962-ben visszatérő szerepe volt Mary Rose az ABC/Warner Brothers szitkomjában: Room for One More, ahol többek között Andrew Duggan, Peggy McCay, Tim Rooney és Ronnie Dapo voltak a partnerei. Más ABC/WB sorozatokban is feltűnt, mint a Maverick, Sugarfoot, Cheyenne, Bronco, 77 Sunset Strip és az Adam-12.
1971-ben két epizód erejéig ő játszotta Linda Perryt az ABC bűnügyi drámájában, a Dan Augustban.
Ahna Capri emlékezetes mozifilmszerepe a halálrarémült Nicky a hátborzongató The Brotherhood of Satanban (1971). 1972-ben az ingerlékeny természetfotós Terryt alakította a Piranhaban.
Sokáig tartó népszerűségre tett szert a csábos Tania megformálásával a kultikussá vált, 1973-as A sárkány közbelép-ben.
1973-ban a Paydayben az alabamai countryénekest alakító Rip Torn partnere volt, akinek barátnőjét, Mayleent alakította.
Ő volt az érzéki merénylő Londa Wyeth a Crown International Exploitation The Specialist című filmjében (1975).

## Epizódszerepek
Sok tévéshowszereplés mellett epizódszerepei voltak az alábbiakban:
- Leave It to Beaver (1957)
- Maverick (1957)
- The Man from U.N.C.L.E. (1964)
- Branded (1965)
- The Wild Wild West (1965)
- I Spy (1965)
- Mannix (1967)
- Ironside (1967)
- The Invaders (1967)
- Adam-12 (1968)
- Mod Squad (1968)
- Cannon (1971)
- Kojak (1973)
- Police Story (1973)
- Baretta (1975)
- Mrs. Columbo (1979)

## Halála
Hosszú ideig San Fernando Valley-ben lakott. 2010. augusztus 9-én Észak-Hollywoodban súlyos autóbalesetet szenvedett, járműve egy öttonnás teherautóval ütközött. Miután több mint egy hetet töltött kómában, Ahna Capri családja körében hunyt el 2010. augusztus 19-én, 66 évesen.